# Орљаково
Орљаково (до 1991. године Орлаково) је насељено место у саставу општине Камање у Карловачкој жупанији, Република Хрватска.

## Историја
До територијалне реорганизације у Хрватској налазило се у саставу старе општине Озаљ.

## Становништво
На попису становништва 2011. године, Орљаково је имало 188 становника.

## Попис1991.
На попису становништва 1991. године, насељено место Орлаково је имало 219 становника, следећег националног састава:
| Попис 1991.‍ | Попис 1991.‍ | Попис 1991.‍ | Попис 1991.‍ | Попис 1991.‍ |
| ----------- | ----------- | ----------- | ----------- | ----------- |
|             |             |             |             |             |
| Хрвати      | Хрвати      |             | 209         | 95,43%      |
| Словенци    | Словенци    |             | 7           | 3,19%       |
| Срби        | Срби        |             | 1           | 0,45%       |
| непознато   | непознато   |             | 2           | 0,91%       |
| укупно: 219 |             |             |             |             |